# Гордіївська волость
Гордіївська волость — історична адміністративно-територіальна одиниця Новоград-Волинського повіту Волинської губернії Російської імперії. Волосний центр — село Гордіївка.
Станом на 1885 рік складалася з 11 поселень, 10 сільських громад. Населення — 5756 особа (2950 чоловічої статі та 2806 — жіночої), 593 дворових господарств.
|                     | Площа, десятин | У тому числі орної, дес. |
| ------------------- | -------------- | ------------------------ |
| Сільських громад    | 5220           | 3939                     |
| Приватної власності | 2507           | 2069                     |
| Казенної власності  | —              | —                        |
| Іншої власності     | 1357           | 306                      |
| Загалом             | 9084           | 6314                     |

Основні поселення волості:
- Гордіївка — колишнє власницьке село на безіменній річці, 521 особа, 55 дворів, волосне управління (повітове місто — 70 верст; православних церков . За 4 версти — станція залізничної дороги Печанівка. За 10 верст — полустанок залізничної дороги Романівка.
- Войтівці — колишнє власницьке село, 260 осіб, 34 дворів, православна церква, школа.
- Горопаї — колишнє власницьке село, 807 осіб, 38 дворів, православна церква, школа.
- Меленці — колишнє власницьке село, 762 особи, 74 дворів, православна церква, школа, постоялий будинок.
- Печанівка — колишнє власницьке село, 304 особи, 56 дворів, 2 православні церкви.
- Привітів — колишнє власницьке село, при р. Чепалівка, 779 осіб, 106 дворів, 2 православні церкви, школи, постоялий будинок, 3 водяних та вітряних млинів.
- Раці — колишнє власницьке село, 319 особи, 35 дворів, каплиця.
- Романівка — колишнє власницьке село, 467 особи, 63 дворів, православна церква, школа, водяний та вітряний млини.
- Шуляйки — колишнє власницьке село, 562 особи, 57 дворів, православна церква, школа.